# Stellaria erlangeriana
Stellaria erlangeriana är en nejlikväxtart som beskrevs av Adolf Engler. Stellaria erlangeriana ingår i släktet stjärnblommor, och familjen nejlikväxter. Inga underarter finns listade i Catalogue of Life.